# Tadeusz Drybczewski
Tadeusz Drybczewski (ur. 13 czerwca 1958 w Płońsku) – komandor pilot Wojska Polskiego w stanie spoczynku. W latach 2011–2018 dowódca Gdyńskiej Brygady Lotnictwa Marynarki Wojennej.

## Życiorys
Komandor pilot Tadeusz Drybczewski – absolwent Wyższej Oficerskiej Szkoły Lotniczej w Dęblinie, którą ukończył w 1983 roku uzyskując stopień podporucznika i tytuł inżynier pilot. Na swoje pierwsze stanowisko został skierowany do 16. pułku lotnictwa specjalnego Marynarki Wojennej w Darłowie. Kolejną jednostką gdzie służył komandor Drybczewski, była 18. eskadra lotnictwa łącznikowego MW w Gdyni Babich Dołach, która w 1990 roku została przeformowana w 18. eskadrę lotnictwa ratowniczo-łącznikowego MW. W wyniku, rozpoczętego w 1994 roku, procesu formowania Brygady Lotnictwa Marynarki Wojennej 18. Eskadra weszła w skład 1 Puckiego dywizjonu lotniczego, gdzie służył przez trzy lata na stanowisku zastępcy dowódcy dywizjonu. W 1997 roku dowodził komponentem lotniczym, który udzielał pomocy mieszkańcom południa Polski po tak zwanej „Powodzi tysiąclecia”, za co Prezydent Rzeczypospolitej Polskiej odznaczył go „Krzyżem Zasługi za Dzielność”. W 1998 rozpoczął służbę w Dowództwie Brygady Lotnictwa Marynarki Wojennej jako starszy nawigator. Kolejnym stanowiskiem w karierze wojskowej był specjalista w Dowództwie Marynarki Wojennej. Po dwóch latach, w 2003 roku, wrócił do Dowództwa Brygady Lotnictwa MW, gdzie zajmował kolejno stanowiska: szefa szkolenia oraz zastępcy dowódcy brygady. W latach 2007–2011 był Szefem Oddziału Lotnictwa Dowództwa Marynarki Wojennej. W 2011 roku, decyzją Ministra Obrony Narodowej, został wyznaczony na stanowisko dowódcy Gdyńskiej Brygady Lotnictwa Marynarki Wojennej. W dniu, 7 października, na lotnisku w Gdyni Babich Dołach, podczas uroczystej zbiórki komandor Drybczewski przejął dowodzenie lotnictwem morskim od kmdr pil. Stanisława Ciołka, który dowodził Brygadą Lotnictwa MW od grudnia 2005 roku.
Komandor pilot Tadeusz Drybczewski przez cały okres służby związany był z lotnictwem Marynarki Wojennej. Jest pilotem – instruktorem i posiada klasą mistrzowską pilota wojskowego. Jego osobisty nalot wynosi ponad 3000 godzin. Współtworzył „Program Szkolenia Ratowniczego na śmigłowcach MW”. Przez ponad 30 lat służby w lotnictwie latał na: samolotach TS-11 „Iskra”, SbLim-2, Lim-5 oraz na śmigłowcach Mi-2, W-3 oraz Mi-14. Jego kunszt, jako pilota, został doceniony przez wyróżnienie go min. tytułem „Pilota roku 1997 Lotnictwa Sił Zbrojnych RP”, statuetką „Ikara” oraz dwukrotnie tytułem „Zasłużonego Pilota Wojskowego”. W czerwcu 1994 roku wykonał pierwsze lądowanie polskiego śmigłowca na pokładzie okrętu NATO według procedur paktu.
Sylwetka komandora Drybczewskiego jest opisana w Encyklopedii Osobistości Rzeczypospolitej Polskiej wydanie II/2016.
Komandor pilot Tadeusz Drybczewski, 13 czerwca 2018 roku wykonał swój lot pożegnalny w lotnictwie wojskowym. Lot odbył się na lotnisku 43.Bazy Lotnictwa Morskiego w Gdyni Babich Dołach. Maszyną za sterami, której zasiadł po raz ostatni Dowódca Brygady był śmigłowiec W-3WARM o numerze 0304. Następnie podczas uroczystej zbiórki w obecności Dowódcy Generalnego RSZ i zaproszonych gości, komandor Drybczewski pożegnał się po 39 latach służby z mundurem i odszedł na emeryturę w związku z osiągnięciem 60 roku życia. Obowiązki Dowódcy BLMW przekazał dotychczasowemu zastępcy – kmdr. pil. Jarosławowi Czerwonko.

## Awanse
- podporucznik – 1983
- porucznik – 1986
- kapitan – 1992
- komandor podporucznik – 1997
- komandor porucznik – 2004
- komandor – 2005

## Odznaczenia
- Krzyż Zasługi za Dzielność – 1997[5]
- Brązowy Krzyż Zasługi – 2002[6]
- Morski Krzyż Zasługi – 2012[7]
- Srebrny Medal „Za Długoletnią Służbę” – 2009
- Złoty Medal „Za Zasługi dla Obronności Kraju” – 1997
- Złoty Medal „Siły Zbrojne w Służbie Ojczyzny” – 2009

## Wyróżnienia
- Odznaka Honorowa Marynarki Wojennej – 2017
- Zasłużony Pilot Wojskowy – 2006 i 2013
- Kordzik Honorowy Sił Zbrojnych RP z orłem Marynarki Wojennej – 2015
- Wpis zasług do Księgi Honorowej Wojska Polskiego -2014[8]
- Statuetka Ikara – 2002
- Pilot roku 1997 Lotnictwa Sił Zbrojnych RP
- Błękitne Skrzydła – 2015[9]
- Dżentelmen Roku – 2014[10]
- Złoty Krzyż Honorowy Związku Piłsudczyków Rzeczypospolitej Polskiej – 2013